# Demografia Senegalului
Cele mai multe studii demografice realizate în Senegal se bazează pe cele 3 recensăminte realizate în 1976, 1988, și 2004. În 2004, Direcția de Prognoză și Statistică a luat numele de " Agenția Națională de Statistică și Demografie(ANSD), iar după 2006 a publicat studiul "Prognoza demografică a  Senegalului în urma recensământului din 2002", anticipând evoluția probabilă a populației până în 2015.

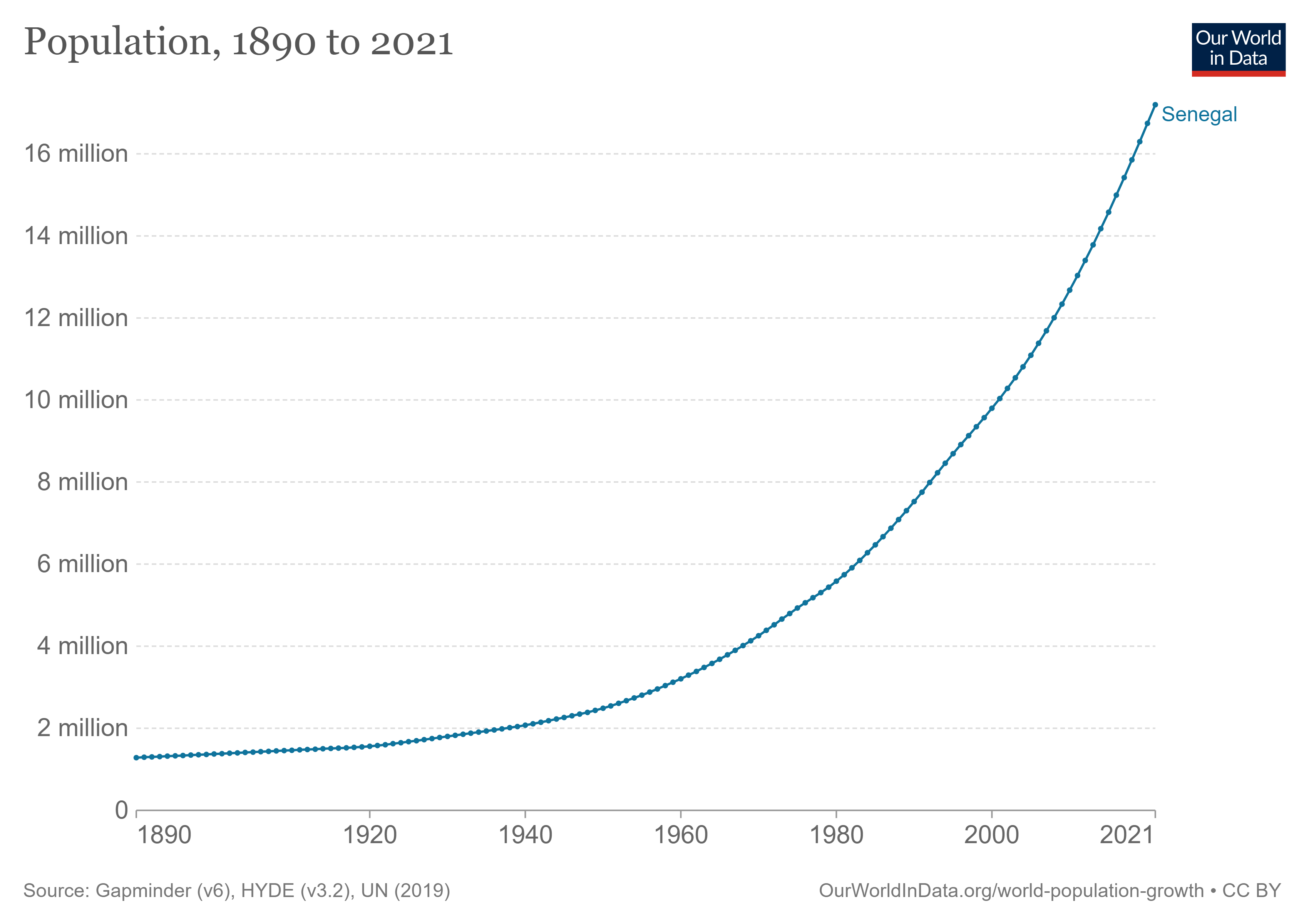
Evoluţia demografiei între 1961 et 2003 (date de la FAO, 2005). Populația în mii de locuitori.

Potrivit acestor date, populația Senegalului - care număra 1 milion de locuitori în 1900, 2.8 milioane în perioada  independenței 1960, s-a ridicat astăzi la 11.343.328 milioane de locuitori (cifre estimative la 31.12.2007) și se prevede ca ea să ajungă la 13.709.845 până la finele anului 2015. Populația Senegalului crește foarte rapid, existând o rată a fertilității foarte ridicată- 4 copii per femeie.
Se observă o diversitate etnică surprinzătoare: etniile Wolof (43,3 %), Peuls (23,8 %), Sérères (14,7 %), Diolas (3,7 %), Malinkés (3,0 %), Soninkés (2,1 %) Manjaques (2%) și alte etnii mai puțin numeroase, dar și libanezi, francezi și chinezi care trăiesc preponderent în mediul urban. La sfârșitul anului 2007, 16.996 de francezi erau înscriși în Registrele de Evidență a Populației (inclusiv cei cu cetățenie dublă).
În trecut, populația Senegalului era concentrată pe coastele Atlanticului, dar în urma exodului rural distribuția spațială a populației a devenit inegală: acum 1 senegalez din 5 trăiește în Insula Capului Verde, iar capitala- Dakar- a devenit supraaglomerată.
Alte centre urbane, în afară de Dakar, sunt :Ziguinchor, Thiès și Saint-Louis. Mai puțin urbanizate sunt Kolda, Matam și Fatick. Cea mai mică densitate a populației o găsim în Tambacounda-11 loc/ km².
În urma estimărilor din 2007, centre urbane cu peste 100.000 sunt: Touba (529176)- care a cunoscut o creștere spectaculoasă a populației,Thiès (263.493), Kaolack (185.976), Mbour (181.825), Saint-Louis (171.263), Ziguinchor (158.370) și Diourbel (100.445)
În 2007, Senegal găzduia 23.800 de refugiați și solicitanți de azil politic,din care 20 000 erau mauritanieni fugiți în urma persecuțiilor etnice, dar si liberieni, originari ai statului Sierra Leone  și din alte țări.

## Exilul
Chiar dacă Senegal găzduiește o comunitate importantă de imigranți, sezonieri sau nu, din țări apropiate sau depărtate, o comunitate senegaleză importantă trăiește în afara țării. Această diasporă reprezintă o resursă importantă a țării din punct de vedere economic cât și a identității naționale. Tehnologia Informației și Comunicării asigură menținerea relațiilor familiale.
Această diasporă este constituită în principal din tineri care au emigrat spre Europa - în special Franța, spre America de Nord și Canada - în special în Quebec. Creștere imigrației ilegale, în special spre Insulele Canare, reprezintă o problemă pentru Senegal dar și pentru țara gazdă. Cei mai disperați să emigreze ignoră riscurile pe care acest fenomen ilegal îl presupune, fiind impulsionați de reușitele anterioare ale unor persoane importante din diasporă, născute în Senegal sau din părinți senegalezi, cum ar fi sportivii sau artiștii.
Senegalul a cunoscut un proces de emigrație divers în părțile central-vestice ale țării și in marile orașe care au devenit loc de tranzit către Occident, începând cu populația soninké, apoi cu populația pulaar de pe valea fluviului Senegal, care s-a îndreptat către Franța.
Instabilitatea politică și economică din țările vecine cât și închiderea frontierelor europene au avut ca efect modificarea sistemului de migrație prin rotație într-un sistem mai durabil. Controalele din ce în ce mai stricte la granițele franceze au condus la redistribuirea destinațiilor preferate de către emigranți  astfel: Italia, Spania, SUA și mai recent  și China.
În 15 aprilie 2010, Organizația Drepturilor Omului a prezentat autorităților senegaleze un raport prin care le-au cerut să legalizeze școlile coranice, la care invață zeci de mii de copii. Acești copii, într-un număr estimat la 50 000, sunt subiectul abuzurilor, fapt ce îi determină să emigreze.